# Larissa (vệ tinh)
Larissa (/ləˈrɪsə/ lə-RISS-ələ-RISS-ə; Greek: Λάρισσα), còn được biết đến là Neptune VII, là vệ tinh bên trong gần thứ năm của Sao Hải Vương. Nó được đặt tên theo thần Larissa, một tình nhân của thần Poseidon (Neptune) trong thần thoại Hy Lạp và là nữ thần được lấy để đặt tên cho một thành phố ở Thessalía, Hy Lạp.

## Phát hiện
Vệ tinh Larissa lần đầu được phát hiện bởi Harold J. Reitsema, William B. Hubbard, Larry A. Lebofsky và David J. Tholen, dựa trên những quan sát che khuất sao trên mặt đất tình cờ vào ngày 24 tháng 5 năm 1981, và được đặt ký hiệu tạm thời là S/1981 N 1 và được tuyên bố vào ngày 29 tháng 5 năm 1981. Vệ tinh này được phát hiện lại và được xác nhận là vật thể duy nhất trong quỹ đạo của nó trong chuyến bay ngang qua của tàu Voyager 2 vào năm 1989 sau khi nó nhận thêm một ký hiệu phụ nữa là S/1989 N 2 vào ngày 2 tháng 8 năm 1989. Tuyên bố bởi Stephen P. Synnott nói tới "10 khung hình được chụp trong 5 ngày", như vậy thời gian phát hiện lại là đâu đó trước ngày 28 tháng 7. Nó được đặt tên chính thức vào ngày 16 tháng 9 năm 1991.

## Đặc điểm

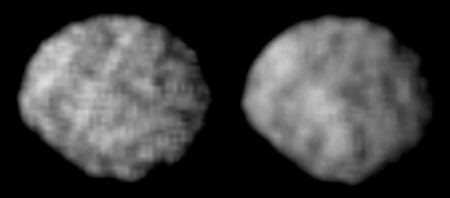
Mặt trước và sau của vệ tinh Larissa

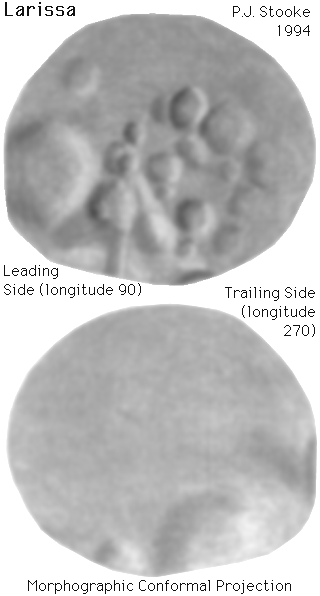
Bản đồ của Larissa

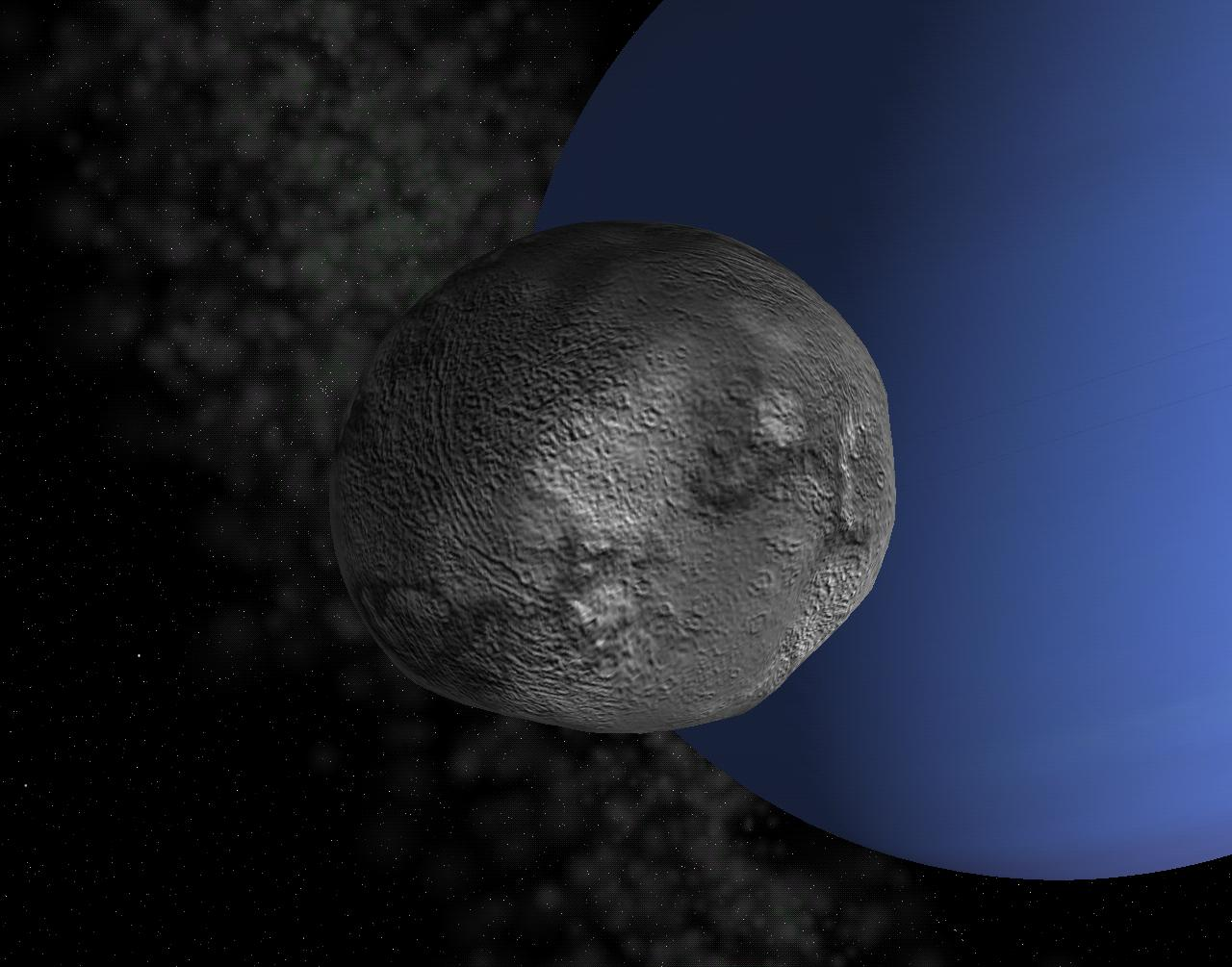
Một hình ảnh mô phỏng của vệ tinh Larissa đang quay quanh Sao Hải Vương. Các chi tiết trên bề mặt là giả tưởng.

Là vệ tinh lớn thứ tư của Sao Hải Vương, vệ tinh Larissa có hình dạng dị thường (không có hình cầu) và có vẻ như bị va chạm nặng nề, với không dấu hiệu nào của sự biến đổi địa chất. Ngoài ra không còn thông tin gì được biết tới. Có khả năng là vệ tinh Larissa, giống như các vệ tinh khác bên trong vệ tinh Triton, là một khối mảnh vụn tái hình thành quanh một hạt nhân từ các mảnh vỡ của các vệ tinh gốc của Sao Hải Vương, những vệ tinh mà đã bị đập vỡ bởi những sự nhiễu loạn từ vệ tinh Triton ngay sau khi vệ tinh này bị bắt giữ vào một quỹ đạo ban đầu có độ lệch tâm rất cao.
Quỹ đạo của vệ tinh Larissa có hình tròn nhưng không hoàn hảo và nằm bên dưới bán kính quỹ đạo đồng bộ của Sao Hải Vương, vậy nên nó di chuyển xoắn ốc dần vào trong do tác động của lực thủy chiều và sau cùng có thể va chạm vào khí quyển của Sao Hải Vương, hoặc vỡ vụn thành một vành đai hành tinh khi vượt qua giới hạn Roche do lực dãn thủy chiều, cũng giống như cách vệ tinh Triton sẽ đâm vào Sao Hải Vương hoặc sẽ vỡ vụn thành một vành đai hành tinh.

## Thám hiểm
Vệ tinh Larissa mới chỉ được ghé thăm bởi tàu Voyager 2. Tàu do thám đã có thể chụp được ảnh vệ tinh Larissa.